# 徐光憲
徐 光憲（じょ こうけん、1920年11月7日 - 2015年4月28日）は、中華人民共和国の物理化学者。「中国希土類化学の父」と呼ばれた。
浙江省上虞県出身。中国科学院院士。第3回全国人民代表大会代表。第五回、6回、7回全国政治協商会議委員。

## 経歴
1920年11月7日、浙江省上虞県で生まれる。父の徐宜況は弁護士。紹興稽山中学、浙江大学附属杭州高級職業学校、寧波高級工業職業学校を経て、1944年、国立交通大学化学系を卒業。大学卒業後、上海宝華化学場に勤務する。1946年1月、徐光憲はまた母校である交通大学に戻って化学部顧翼東教授の助教を担当した。1948年1月、米国のコロンビア大学に留学し、1951年3月同大学より物理化学博士号を授与された。卒業後、シカゴ大学のマリケン（R. S. Mullliken）教授の博士研究員となった。
1951年4月15日、妻の高小霞とサンフランシスコを離れ、船で中国に帰した。1951年5月、徐光憲は唐敖慶の推薦を経て、北京大学化学部の副教授を担当して、同時に燕京大学化学科の副教授を兼務する。1952年9月10日に中国民主同盟入党。文化大革命の時、徐光憲は海外の学習と仕事の経験のため、排除と迫害を受した。1969年末に技術物理学部を離れ、江西農場で労働を余儀なくされました。1983年11月に中国共産党入党。1991年、アジア化学連合会の主席に就任。
2015年4月28日に北京市で死亡した。享年94。

## 家族
1946年4月18日、徐光憲は1歳年上の交通大学の同級生の高小霞と上海国際飯店で夫婦となりました。

## 栄典
- 1980年12月、中国科学院院士

## 受賞
- 1995年1月、何梁何利基金科学と技術進歩賞
- 2006年、何梁何利基金科学と技術成就賞
- 2006年、北京大学第1回蔡元培賞
- 2009年1月9日、国家最高科学技術賞[3]